# Frits Castricum

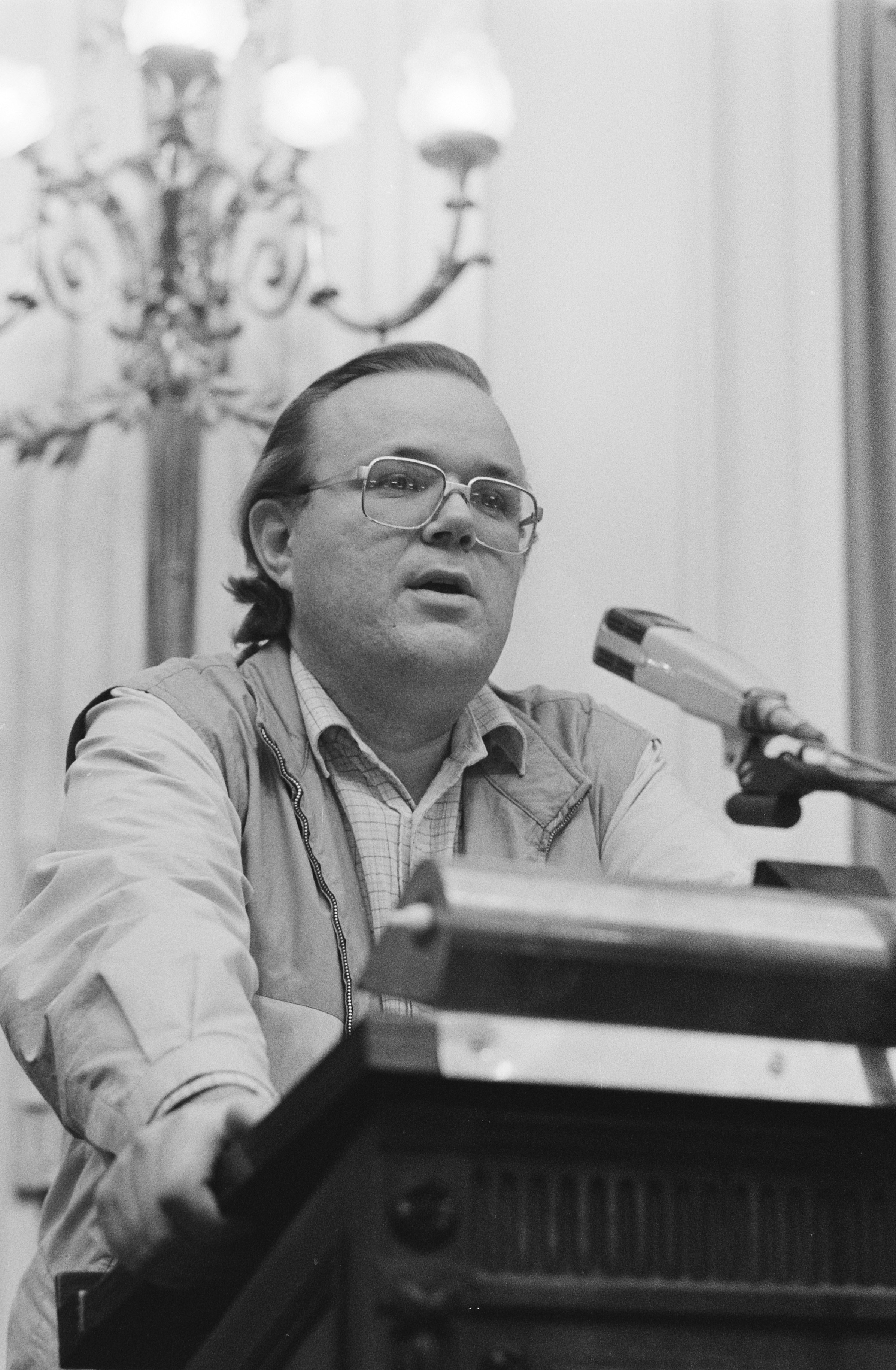
Frits Castricum bei einer Debatte in der Zweiten Kammer der Generalstaaten (1982)

Fredericus „Frits“ Wilhelmus Cornelis (* 19. April 1947 in Boxtel; † 12. September 2011) war ein niederländischer Politiker der Partij van de Arbeid (PvdA).

## Leben
Nach dem Besuch von Schulen und des Gymnasiums in Oosterhout absolvierte er zwischen 1964 und 1965 eine Berufsausbildung als Physiotherapeut. Im Anschluss arbeitete er zwischen 1964 und 1967 als Journalist bei der Tageszeitung De Stem in Oosterhout, ehe er zwischen 1968 und 1977 Mitarbeiter der Personalabteilung der Van Doorne’s Automobiel Fabriek N.V. (DAF) war. Castricum, der 1968 Mitglied der PvdA wurde, war zwischen 1970 und 1977 Vorsitzender der PvdA von Boxtel sowie zugleich von 1972 bis 1977 Mitglied des Vorstands der PvdA von Nord-West-Brabant.
Am 8. Juni 1977 wurde er erstmals zum Abgeordneten in die Zweite Kammer der Generalstaaten gewählt und gehörte dieser bis zum 17. Mai 1994 an. Während dieser Zeit war er außerdem von September 1982 bis September 1985 Zweiter Sekretär und Schatzmeister der Fraktion seiner Partei, ehe er anschließend bis Oktober 1987 Sekretär der PvdA-Fraktion war. Zugleich war er zwischen November 1984 und Oktober 1987 Mitglied des Redaktionsrates der Parteizeitung Voorwarts.
Im Februar 1991 wurde Castricum Vizevorsitzender der Partei, übte diese Funktion bis März 1992 aus und war während dieser Zeit zuletzt von September 1991 bis März 1992 auch Geschäftsführender Vorsitzender der PvdA nach dem Rücktritt von Marjanne Sint. Später war er von September 1992 bis Mai 1994 abermals Sekretär der PvdA-Fraktion in der Zweiten Kammer der Generalstaaten.
Nach seinem Ausscheiden aus der Zweiten Kammer wurde er im Juli 1994 zum Mitglied in das Europäische Parlament gewählt und gehörte diesem während der vierten Wahlperiode bis Juli 1999 an. Während dieser Zeit war er außerdem Vizevorsitzender der sozialistischen Fraktion sowie Mitglied von deren Fraktions- und Verwaltungsbüro.
Zuletzt war Castricum von Juni 1999 bis Juni 2003 Mitglied der Ersten Kammer der Generalstaaten.